# 双丰镇 (白河县)
双丰镇，是中华人民共和国陕西省安康市白河县下辖的一个乡镇级行政单位。

## 行政区划
双丰镇下辖以下地区：
双河社区、双全村、民主村、双安村、孔城村、五星村和闫家村。